# Tipula californica
Tipula californica är en tvåvingeart som först beskrevs av Doane 1908.  Tipula californica ingår i släktet Tipula och familjen storharkrankar. Inga underarter finns listade i Catalogue of Life.